# Ernst-Rüdiger von Starhemberg
Pour l’article homonyme, voir Ernst Rüdiger Starhemberg.

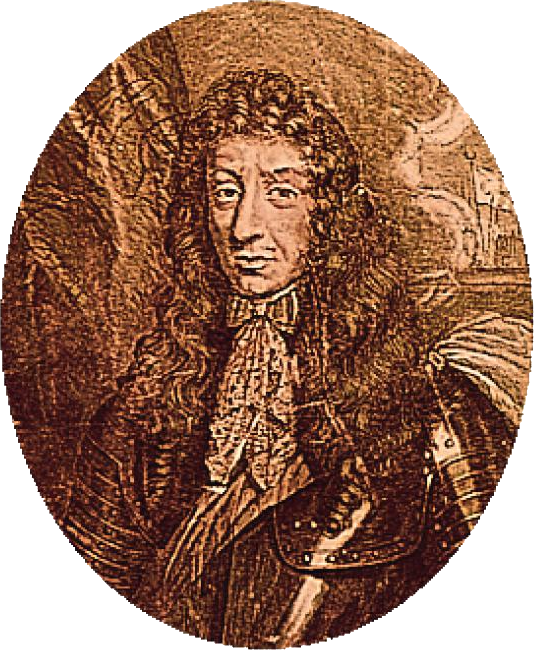
Portrait du comte Ernst Rüdiger von Starhemberg.

Le comte Ernst Rüdiger von Starhemberg (né le 12 janvier 1638 à Graz; † 4 janvier 1701 à Vösendorf près de Vienne) fut à partir de 1680 gouverneur militaire de Vienne (dont il assura la défense avec succès lors du siège de Vienne de 1683), général du Saint-Empire au cours de la deuxième guerre austro-turque et président du Conseil aulique.

## États de service
Starhemberg s'était illustré comme officier sous les ordres du général Raimondo Montecuccoli dès les années 1660 dans les guerres contre les Français et les Ottomans. Lorsqu'il fut nommé gouverneur militaire de Vienne, il n'avait que 20 000 hommes à opposer aux quelque 300 000 Ottomans commandés par le pacha Kara Mustafa. Espérant l'intervention imminente de l’armée de secours de l’empereur Léopold Ier et confiant dans la solidité des fortifications, notablement renforcées depuis le siège de Vienne de 1529, il repoussa une proposition de capitulation le 15 juillet 1683 ; mais lorsque finalement à la mi-septembre l'armée de Jean III Sobieski fit irruption, Vienne était pratiquement sur le point de tomber : ses remparts étaient minés par les profondes sapes que les mineurs turcs creusaient depuis plusieurs semaines et chargeaient de barils de poudre. Les atermoiements dans la conclusion d'une alliance entre le Saint-Empire et la Pologne d'une part, la Bavière et la Saxe d'autre part, sont à replacer dans le contexte des séquelles de la Guerre de Trente Ans. Finalement le 12 septembre, l’armée de secours, forte de contingents vénitiens, bavarois, saxons et polonais (80 000 hommes commandés par le roi Sobieski) passa finalement à l'attaque en livrant la Bataille de Kahlenberg et parvint à battre séparément les troupes ottomanes divisées par l'ouverture d'un second front.
En reconnaissance de son héroïsme dans la défense de la capitale des Habsbourg, Ernst Rüdiger von Starhemberg fut nommé Feldmarschall par l’empereur Léopold Ier et obtint la charge honorifique d'ambassadeur et ministre d'État ainsi que le droit de joindre le clocher de Saint-Étienne de Vienne sur ses armoiries. Starhemberg, sérieusement blessé lors du siège de Buda (1686) (un coup de mousquet à la main qui entraîna l'amputation d'un doigt), dut abandonner le commandement lors cet affrontement. En 1691 il devint président du Conseil aulique et se consacra alors à l’organisation de l’armée autrichienne : il la structura en régiments et donna à l'artillerie son autonomie.
Il mourut le 4 janvier 1701 à Vösendorf (près de Vienne). Son tombeau (sculpté par J. E. Fischer von Erlach) est visible dans l’Abbaye de Notre-Dame aux Écossais de Vienne. Son cousin Guido Starhemberg, lui aussi officier de l'armée impériale, avait combattu à plusieurs reprises à ses côtés.
Longtemps présenté dans les manuels d'histoire allemands comme « le sauveur de l'Autriche et de l'Occident » (Retter Österreichs und des Abendlandes), sa carrière fut instrumentalisée sous l’Austrofascisme au début du XXe siècle. Le Musée d'histoire militaire de Vienne conserve la plupart des documents historiques relatifs au Siège de Vienne), ainsi qu'à la manœuvre libératrice du 6 septembre 1683. Parmi les objets exposés au public, on peut voir l’épée de Starhemberg ainsi qu'une cuirasse qu'on lui attribue.

## Famille
Heinrich-Ernst Rüdiger von Starhemberg fut marié deux fois. Sa première femme était une cousine éloignée, Hélène-Dorothée von Starhemberg (née à Wildberg en 1634; † 19 décembre 1688 à Vienne). Il l'épousa le 7 décembre 1658. Ils eurent pour enfants :
- Richard ( † 19 août 1691)
- Élisabeth-Suzanne, (1660-1683) ∞ septembre 1680 le comte Jérôme von Thurn-Valsassina (†Görz le 3 mai 1720)
- Henri-Balthasar († 6 septembre 1686)
- Marie-Catherine, (né à Vienne en 1663, † 2 janvier 1743 Eien); ∞ 20 février 1686 le comte Otto Heinrich von Hohenfeld (né en 1645; † 25 février 1719 à Vienne)
- Raymond Gundacker Anton Gottfried, (né le 13 février 1671, † 16 avril 1671)
- Marie-Gabrielle Barbara (née à Vienne le 2 décembre 1673, Wien, † 23 février 1745 à Graz)

∞ (1685 Stanislas Wessel ?)
∞ en juin 1692 Franz Karl von Dünewald (avant 1694);
∞ à Graz en 1694 Maximilien-Sigismond von und zu Trauttmansdorff-Weinsberg (né à Graz le 25 février 1668, † 19 décembre 1732 à Graz)
Il épousa en secondes noces à Vienne le 14 mai 1689 la comtesse Marie-Joséphine Jörger zu Tollet (née en 1668; † 12 mars 1746 à Vienne). Ils eurent pour enfants :
- Hélène-Antoinette ∞ baron Karl Ferdinand von Welz
- Maria-Antoinette, (né le 5 mai 1692 à Vienne ; † 27 décembre 1742 à Vienne); ∞ 25. November 1714 Graf Franz Anton von Starhemberg (né à Vienne le 30 juillet 1691; † 5 juillet 1743 à Prague)
- Marie-Anne (né 1693, † 30 mars 1694 )
- Gabrielle (né août 1696, † 22 avril 1697)
- Marie-Joséphine (né vers 1698, † 4 mai 1701)

Après la mort de son mari en 1707, Marie-Joséphine épousa son beau-frère Gundakar Thomas.